# Иоанн Кронштадтский

Автограф Иоанна Кронштадтского

Иоа́нн Кроншта́дтский (настоящее имя — Иоа́нн Ильи́ч Се́ргиев; 19 (31) октября 1829, село Сура, Пинежский уезд, Архангельская губерния — 20 декабря 1908 (2 января 1909), Кронштадт, Санкт-Петербургская губерния) — священник Русской православной церкви, митрофорный протоиерей; многолетний настоятель Андреевского собора в Кронштадте; член Святейшего правительствующего синода с 1906 года (от участия в заседаниях уклонился); проповедник, духовный писатель, общественно-политический деятель правоконсервативных и монархических взглядов. «вдохновитель создания и почётный член» Союза русского народа. Почётный член Императорского православного палестинского общества. Тезоименитство — 19 октября (по юлианскому календарю) — перенесение мощей Иоанна Рыльского. Современниками воспринимался неоднозначно: глубоко почитаемый православными верующими России, прежде всего представителями «простого народа», он вызывал некоторое недоверие в аристократической и чиновной среде.
Канонизирован в лике праведных Русской православной церковью заграницей 19 октября (1 ноября) 1964 года; впоследствии, 8 июня 1990 года, — Русской православной церковью (святой праведный Иоанн Кронштадтский). Память совершается 20 декабря и 1 июня по юлианскому календарю (в Русской православной церкви заграницей — также 19 октября).

## Биография

### Происхождение и родные

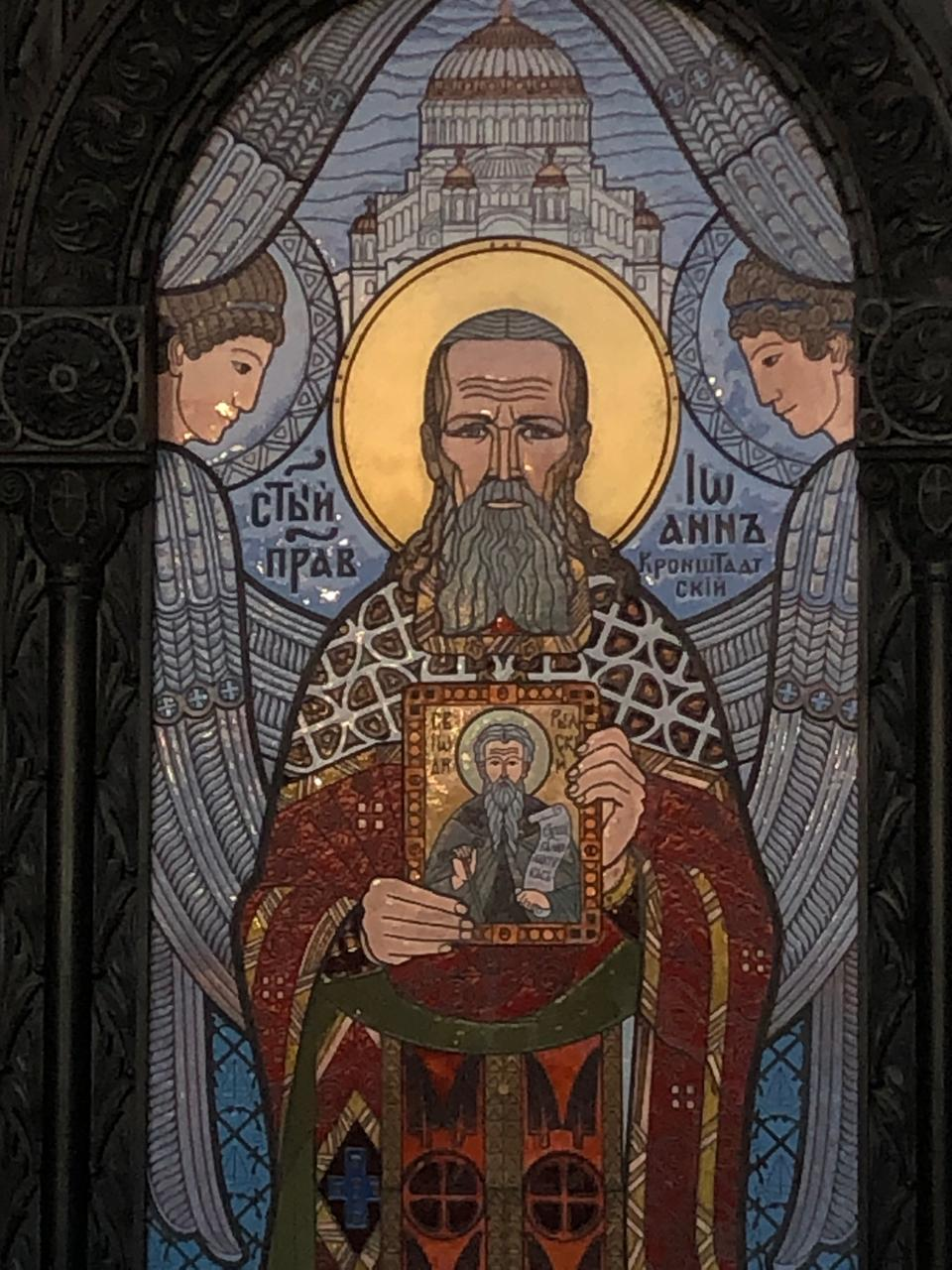
Иоанн Кронштадтский с иконой своего небесного покровителя преподобного Иоанна Рыльского. Изображение на дверях Морского Никольского собора Кронштадта

Родился 19 октября 1829 года в селе Сура Пи́нежского уезда Архангельской губернии, был первенцем в бедной семье. «За слабостью здоровья» был крещён в доме в день своего рождения и наречён в честь преподобного Иоанна Рыльского.
Дед по отцу — Михаил Никитич Сергиев, родился в 1779 году, священник Сурского прихода. Другие предки в роду отца были священниками на протяжении по меньшей мере 350 лет. В документах среди церковнослужителей Пинежского уезда упоминаются Яков Сергиев (1687) и Михаил Сергиев (1755—1756).
Отец — Илья Михайлович Сергиев, родился 13 июля 1808 года, окончил уездное духовное училище, после чего вернулся домой и всю жизнь служил дьячком Никольской церкви села Сура, около которой и был похоронен. По словам самого Иоанна, родитель его «умер рано, 48-и лет, в 1851 году».
Дед по матери — Власий Порохин, дьячок Сурской церкви.
Мать — Феодора Власьевна, урождённая Порохина. Родилась 8 февраля 1808 года. Венчалась 22 июля 1828 года. В браке имела шестерых детей, четверых мальчиков и двух девочек, из которых выжили трое. Скончалась в Кронштадте от холеры, на 63-м году жизни. Над её могилой в Кронштадте построена часовня-усыпальница, восстановленная в 2008 году.
Братья — Никита и Василий — умерли во младенчестве; Иван — умер от чахотки в 18 лет. Сестра Анна вышла замуж за диакона Сурского прихода Василия Фиделина. Их старший сын, Иван Васильевич Фиделин, переехал в Кронштадт и стал личным секретарём отца Иоанна Кронштадтского; в 1892 году издал его собрание сочинений. Их дочь, Наталья Васильевна Фиделина — жена инженер-механика Виктора Викторовича Зотикова, директора Раменской бумаго-прядильной и ткацкой фабрики. Сестра Дарья вышла замуж за крестьянина деревни Горской Семёна Малкина. В Суре проживала её внучка, Любовь Алексеевна Малкина, 1920 года рождения, внучатая племянница Иоанна Кронштадтского. Дочь сестры Дарьи Анна Семёновна Малкина вышла замуж за второго священника Симеоновской церкви на Моховой Ивана Николаевича Орнатского, двоюродного правнучатого племянника епископа Амвросия. Иван Николаевич скончался в лагере НКВД от побоев сокамерников в 1937 году, оставив Анну Семёновну вдовой и 14 детей сиротами. Внучкой Ивана Николаевича являлась филолог Тамара Ивановна Орнатская (1935—2016), правнучатая племянница Иоанна Кронштадтского.

### Учёба
В 1839 году поступил своекоштным воспитанником в Архангельское приходское училище, к окончанию которого был первым учеником. Перешёл в Архангельскую духовную семинарию, окончил её в 1851 году вторым учеником и за успехи был в том же году отправлен учиться на казённый счёт в Санкт-Петербургскую духовную академию, которую окончил в 1855 году со степенью кандидата богословия, защитив диссертацию «О Кресте Христовом в обличении мнимых старообрядцев».

### Семья

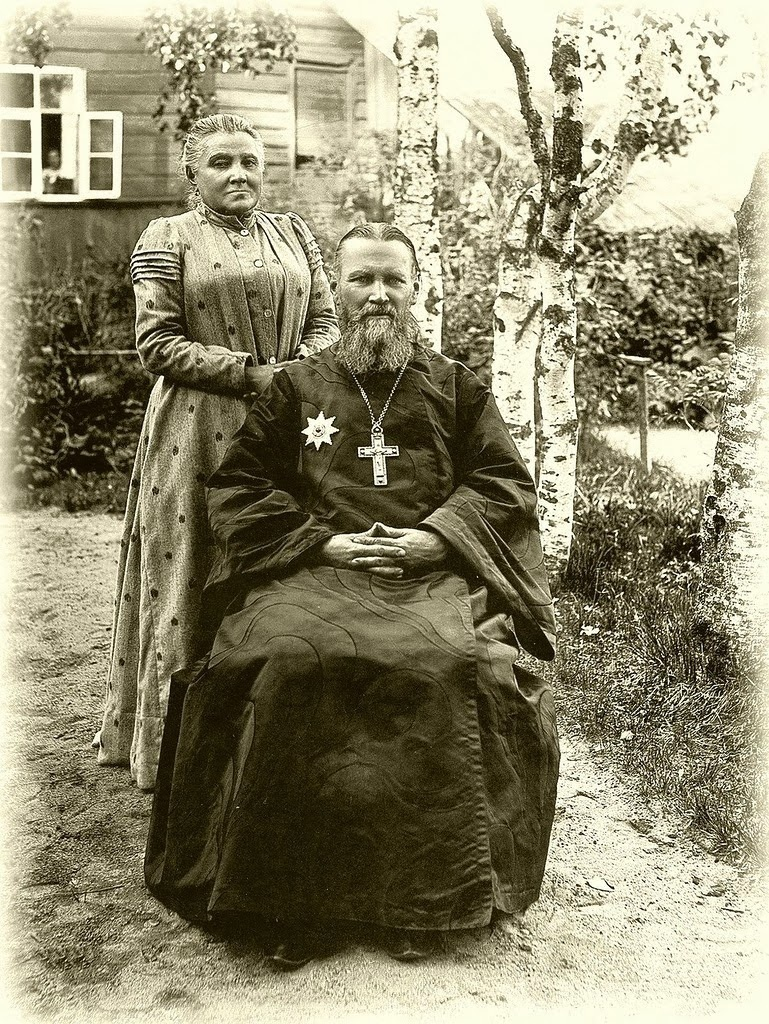
Иоанн Кронштадский с матушкой Елизаветой на даче. Конец XIX в.

По словам отца Иоанна, учась в духовной академии, он увидел себя во сне в священнических одеждах, служащим в соборе города Кронштадта. Через несколько дней он получил предложение взять в жёны дочь настоятеля того самого собора и согласился.
Детей у отца Иоанна не было; согласно его «Краткому житию» в официальном издании Московского патриархата, супруги «приняли на себя подвиг девства». Его супруга — Елизавета (1829—1909) — дочь протоиерея кронштадтского Андреевского собора Константина Несвицкого. Первое официально составленное (по благословению священноначалия Русской зарубежной церкви) «Житие» (1964) говорило, что «брак о. Иоанна <…> был только фиктивный, нужный ему для прикрытия его самоотверженных пастырских подвигов».
Супруги воспитывали как своих детей двух дочерей сестры Елизаветы Константиновны, Анны — Елизавету и Руфину. Последняя впоследствии вышла замуж за мичмана Николая Шемякина, получив от отца Иоанна в приданое 6000 рублей золотом. Руфина Шемякина записала проповеди последних лет жизни отца Иоанна и в 1909 году издала две книги о своих дяде и тёте.
Судя по записям личного дневника отца Иоанна, его супруга с половины 1870-х годов стала проявлять ревность, подозрительность и даже враждебность по отношению к нему; запись в дневнике в 1883 году свидетельствует, что «домашние» отца Иоанна не говели (даже на первой неделе Великого поста) и выказывали «неуважение к постановлениям церковных».
В конце жизни Елизавета Константиновна перенесла тяжёлую операцию, после которой лишилась ног. Скончалась 22 мая 1909 года, отпевал её епископ Гдовский Кирилл (Смирнов), похоронена в ограде Андреевского собора Кронштадта.

### Служение

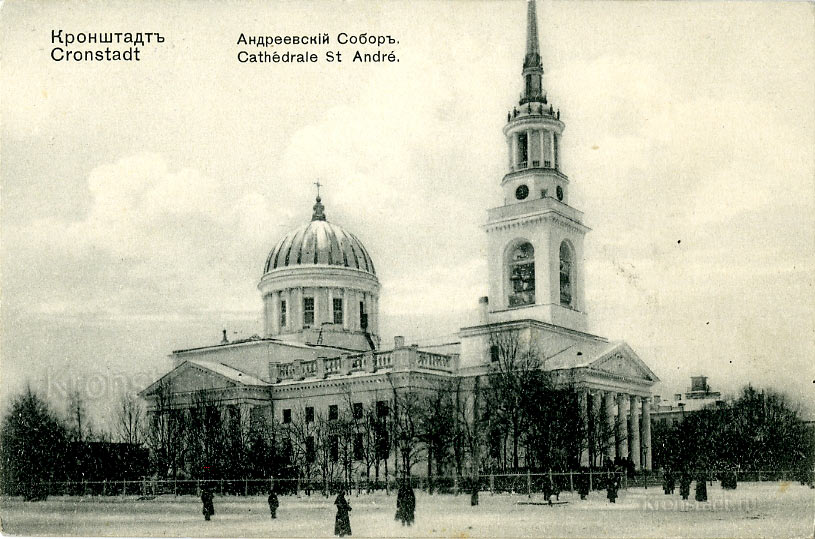
Андреевский собор в Кронштадте, где о. Иоанн прослужил 53 года (1855—1908).

Хотел принять монашество и поступить в миссионеры, чтобы проповедовать христианство народам Сибири и Америки. Но увидев, что жители столицы «знают Христа не больше, чем дикари какой-нибудь Патагонии», он решил остаться здесь. После рукоположения был направлен в Кронштадт, который являлся не только военно-морской базой, но и местом административной высылки асоциальных личностей и многочисленных нищих и чернорабочих.
В Кронштадте отец Иоанн «стал посещать лачуги, землянки и бедные квартиры. Он утешал брошенных матерей, нянчил их детей, пока мать стирала; помогал деньгами; вразумлял и увещевал пьяниц; раздавал всё своё жалованье бедным, а когда не оставалось денег, отдавал свою рясу, сапоги и сам босой возвращался домой в церковный дом». Это привело даже к тому, что одно время его жалование выдавали не ему, а его жене.
10 декабря 1855 года в кафедральном Петропавловском соборе в Санкт-Петербурге епископом Ревельским Христофором (Эмаусским), викарием Санкт-Петербургской митрополии, был посвящён во диакона, а через день, 12 декабря, 26-летний Иоанн рукоположён в священники к Андреевскому собору Кронштадта, в котором и прослужил 53 года, до самой кончины.

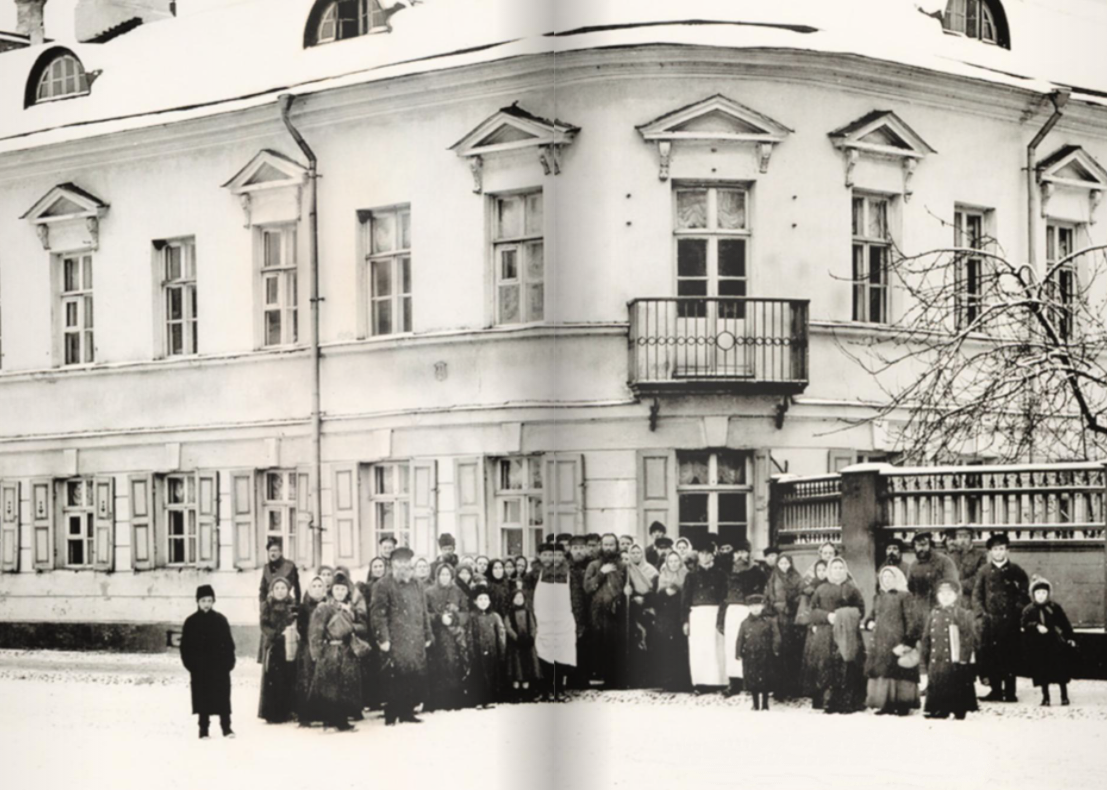
Странник Василий Босоногий у дома, на втором этаже которого Иоанн Кронштадский проживал более полувека, начало XX века

С 1857 года — законоучитель Кронштадтского городского училища; с 1862 года преподавал Закон Божий в местной классической гимназии — в течение последующих 25 лет.
Его новаторское отношение к своим пастырским обязанностям, выражавшееся, в частности, в чрезвычайной эмоциональности его проповедей (как говорили очевидцы, он нередко на них обливался слезами), встречало в 1860-е годы непонимание и неодобрение у других клириков собора, в котором он был тогда только третьим священником, а также школьного начальства.
Согласно его личному дневнику, первый случай того, что было воспринято им как исцеление больного по его молитве, произошёл 19 февраля 1867 года, когда он сделал запись: «Господи! Благодарю Тебя, яко по молитве моей, чрез возложение рук моих священнических исцелил еси отрока (Костылева). 19 февр. 1867. <…>».

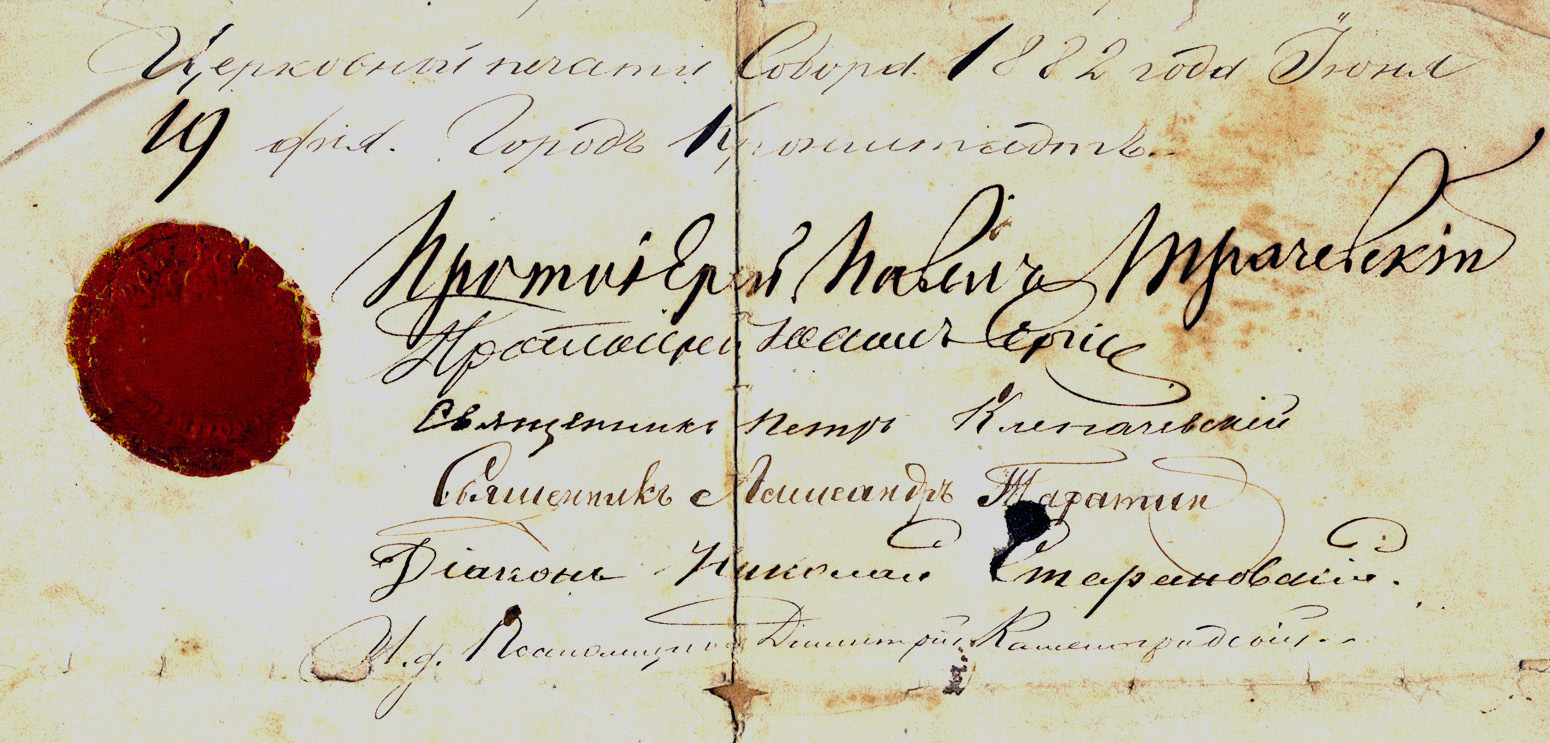
Фрагмент Свидетельства о рождении, выданного от Андреевского собора. Подписано протоиереем Иоанном Сергиевым и другими лицами. 1882 год

С 1875 года — протоиерей;
 c 1894 года — настоятель Андреевского собора;
 c 1899 года — митрофорный протоиерей.
С самого начала своего служения занимался частной благотворительностью, с 1880-х годов расширил её: основал «Дом трудолюбия» (работный дом с мастерскими), школу для бедных, женскую богадельню, детский приют. Богослужения в приходах Петербурга, совершаемые им по приглашению купечества, временами вызывали трения с местным духовенством, а также недовольство петербургского митрополита Исидора.
Вопреки расхожему мнению, исповедь, проводимая Иоанном Кронштадтским, была не общей, а публичной (каждый мог слышать грехи другого). Призывал к частому приобщению Святых Таин (в России того времени распространено было обыкновение приобщаться дважды или даже единожды в год, Великим постом).
Состоял почётным членом Свято-Князь-Владимирского братства.

#### Всероссийская известность
В 1870-х годах распространением славы о духовных дарованиях протоиерея Сергиева в Кронштадте занималась Параскева Ковригина; после цареубийства 1 марта 1881 года она перенесла свою деятельность в Санкт-Петербург.
20 декабря 1883 года в столичной газете «Новое время» Алексея Суворина было напечатано от имени ряда частных лиц «Благодарственное заявление», которое, по мнению составителей «Жития» отца Иоанна, явилось «началом всероссийской известности кронштадтского священника».
К началу 1890-х годов получил такое почитание в народе, что всюду в России, где только становилось известно о его приезде, заранее собиралось множество людей; вокруг него собирались толпы и буквально рвали его одежду (один раз жители Риги разорвали его рясу на куски, каждый желая иметь у себя кусочек).
Ежегодно с 1891 года ездил к себе на родину в Суру; все поездки, как пишет игумен Иоанн (Самойлов), описаны, спустя несколько дней в местных газетах появлялось подробное описание визита: его встречали многотысячные толпы народа, создавая трудности для обеспечения перемещения и безопасности.
Отец Иоанн предпринимал поездки в разные города России, в которых десятки тысяч людей желали получить у него благословение. Множество народа бежало по берегу во время проезда отца Иоанна на пароходе, многие люди при приближении парохода становились на колени. Во время служения отца Иоанна 15 июля 1890 года в Харькове, собор не мог вместить всех молящихся, которые заполнили площадь перед собором и все прилегающие улицы. Во время служения молебна отцом Иоанном на Соборной площади Харькова собралось более 60 тысяч верующих. Аналогичные картины происходили в поволжских городах: в Самаре, Саратове, Казани, Нижнем Новгороде.

#### Благотворительная деятельность
Рост известности и почитания Иоанна Кронштадтского привели к тому, что ему стали жертвовать большие денежные суммы — лично и почтовыми переводами. Крупные суммы (до 50 тыс. рублей) жертвовал отец Иоанн на строительство и поддержание благотворительных учреждений, школ, больниц, монастырей и храмов, жертвовал в благотворительные общества в том числе других конфессий (татарам, евреям). О своей благотворительности отец Иоанн говорил так: «У Бога нет ни эллинов, ни иудеев. У меня своих денег нет. Мне жертвуют и я жертвую. Я даже часто не знаю, кто и откуда прислал мне то или другое пожертвование. Поэтому и я жертвую туда, где есть нужда и где эти деньги могут принести пользу» («Русский паломник», 1900 г. № 42. Стр. 704. Цит. по Большакову). Секретарь отца Иоанна говорил, что за июнь 1895 г. им было послано по почте различным просителям 25 тысяч рублей, не считая личных жертв из рук в руки, сумму которых никто не знал, даже сам отец Иоанн.
С другой стороны, известность о щедрости Иоанна Кронштадтского привлекала к нему огромное число просителей — от простых нищих до богатых купцов, пришедших в отчаяние из-за критической ситуации (банкротство, проигрыш в карты и т. п.). Передвигался по Кронштадту отец Иоанн в сопровождении целой «армии» нищих, которым он раздавал милостыню дважды в день — утром и вечером. Перед раздачей толпа нищих распределялась на десятки, каждому из которых давался рубль, который далее разделялся на 10 человек. Этой суммы — 10 коп. утром и 10 коп. вечером — хватало, чтобы найти дневное пропитание и оплатить ночлег. Чем более он раздавал деньги, тем более ему жертвовали. По разным источникам, через руки отца Иоанна проходило от 150 тысяч до миллиона рублей в год.

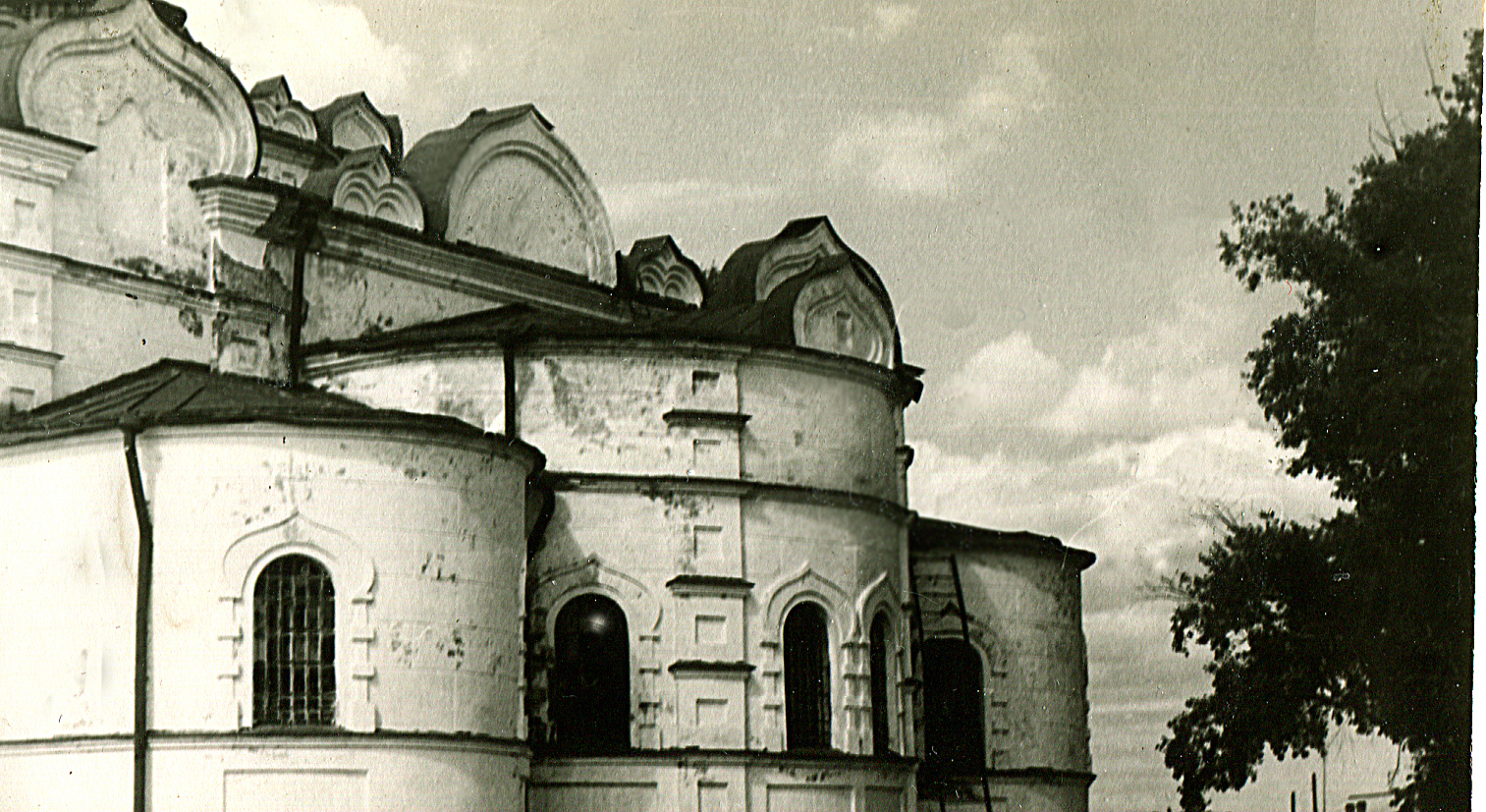
Успенский собор Сурского Иоанновского женского монастыря, построенный в селе Сура о. Иоанном Кронштадтским. Фото 1986 г.

В 1891 году построил в родной ему Суре, представлявшей группу из 16 деревень, расположенных как по реке Пинеге, так и её притоку Суре, каменную приходскую церковь; в другой части села основал женский монастырь (Иоанно-Богословскую женскую общину).
К 1890-м годам в Кронштадте сложилась местная индустрия по обслуживанию значительного потока паломников, приезжавших в надежде на встречу с Иоанном. Ввиду физической невозможности уделить внимание всем желающим, Иоанн был вынужден нанять штат сотрудников (женщин-секретарей), ведавших отбором посетителей; в итоге, неизбежно, вокруг него сложился своеобразный бизнес, причём некоторые его секретари, беря себе в карман мзду за возможность визита, «сколотили себе небольшой капитал и снискали гнев тех, кто обращался к ним за содействием».

#### У одра умирающего Александра III
8 октября 1894 года прибыл одновременно с королевой Эллинов Ольгой и великой княгиней Александрой Иосифовной (по инициативе последней) в Ливадию к умирающему императору Александру III. В годовщину спасения царской семьи в 1888 году, 17 октября, служил литургию в Ореанде, затем, прибыв во дворец, причастил императора Святых Таин; 20 октября, в последние часы жизни императора, помазал его тело елеем из лампады, после чего по просьбе умирающего возложил свои руки на его голову.
Пребывание у одра умирающего царя способствовало дальнейшему росту его популярности в обществе. В то же время после смерти Александра III отец Иоанн более не приглашался к императору и императрице.
По мнению Надежды Киценко, основанному на записях в его личном дневнике, пребывание в Ливадии (а также публикация в печати состоявшегося, согласно изложению самого Иоанна, между ним и царём диалога) сделало его неуязвимым для имевшей до того место критики со стороны священноначалия и попыток «усмирить» его. Кроме того, оно окончательно сформировало политическое мировоззрение Иоанна, в котором самодержавие было абсолютным религиозно-политическим идеалом.

#### На коронации Николая II
14 мая 1896 года в Успенском соборе Московского Кремля, среди некоторых иных лиц белого духовенства, принимал участие в служении литургии, которая последовала сразу по совершении обряда священного коронования императора Николая II и императрицы Александры Фёдоровны.

#### Посещения Москвы
Бывший с сентября 1894 года слушателем Московского университета почитатель отца Иоанна Н. Ястребов, будучи в эмиграции опубликовал свои воспоминания о регулярных (в среднем не менее одного раза в месяц) посещениях Москвы Иоанном Сергиевым в тот период, — которые всегда проходили в будничный день (в пределах одного дня, без ночёвки). Прибывал в Москву утренним скорым или курьерским поездом; его приезд всегда держался в секрете, а допуск в храм (всегда домовый или иногда монастырский), где он имел служить (всегда со своим псаломщиком Пельдсом), был только по билетам. На вокзале его встречала в карете (и с отдельной коляской для Пельдса) вдова-купчиха Софья Яковлевна Бурхард, заведовавшая посещениями Сергиева в Москве, и чины жандармской полиции; с вокзала он сразу ехал в ту или иную церковь для служения литургии; потом посещал знакомых, больных (по списку Бурхард); отбывал из Москвы более торжественно и публично чрез парадные комнаты Николаевского вокзала.
Хозяин дома, который посетил Иоанн Сергиев (обычно в частных домах он совершал водосвятный молебен по особому чину: значительно сокращённому и с добавлением своих собственных молитв), после «чаю» («стол, богато и красиво уставленный всякими яствами») передавал ему при прощании в конверте некоторую сумму денег, количество которых, по свидетельству Ястребова, никогда не интересовало о. Иоанна, хотя он никогда не отказывался от платы (Ястребов писал, что знал лиц, вручивших ему за посещение 500 руб и тех, кто давал 5 руб). Проезд из Кронштадта в Москву и обратно в отдельном купе (130 руб) оплачивался тем лицом, которое специально приглашало его и к которому в таком случае делался первый визит после церковного богослужения; карета (30 руб) оплачивалась богатой вдовой статского советника Марией Павловной Дюгамель († 10 сентября 1907), у которой в особняке на Никитском бульваре он всегда обедал и немного отдыхал. К служению литургии обычно приглашались те или иные лица из московского духовенства, но неизменно — протоиерей Благовещенской, что на Житном дворе в Кремле, церкви (не сохранилась) Николай Константинович Лебедев.
На обед в доме Дюгамель, дружба с которой восходила к дням юности Сергиева, когда она помогала ему материально, обычно (если не было строгого поста) подавались рыбные закуски: селёдка, сёмга, отварная белуга и икра; мясного, за исключением бульона из куриных потрохов, он не ел ничего; из вина выпивал 1—2 рюмки «елисеевского» хереса «Золотой кораблик» — по рекомендации самого Елисеева. За чашкой кофе в гостиной Дюгамель неизменно читал газету «Московские ведомости», тогдашний редактор которой Владимир Грингмут, пользовался его одобрением и уважением за крайне правую редакционную линию.

### Образ жизни
Вставал около четырёх часов утра, после службы в кронштадтском соборе, оканчивавшейся около полудня, посещал приезжих и местных жителей Кронштадта, пригласивших его по той или иной нужде. Обычно это были просьбы о молитве у постели больного. Затем отправлялся в Петербург. Летом на пароходе до Ораниенбаума, а зимой по льду на санях. В Петербурге также посещал людей, просивших его о посещении, а также общественные мероприятия и торжества, например, открытие фабрик. Поздним вечером, нередко после полуночи о. Иоанн возвращался домой в Кронштадт. В период Великого Поста отменял ежедневные поездки в Петербург, но, после посещения квартир в Кронштадте, принимал исповедь в Андреевском соборе. Поскольку было большое число желающих попасть к нему на исповедь, она была очень продолжительной и часто длилась с часу или двух дня до двух часов ночи, а иногда отец Иоанн исповедовал до самой утренней службы. Сильно утомившись к одиннадцати вечера, он прерывал исповедь на полчаса, чтобы проехаться в коляске по свежему воздуху и восстановить силы, после чего снова возвращался в собор и продолжал исповедь. Нередко в течение дня не имел возможности подкрепиться пищею надлежащим образом. Не имел личного времени. Спал очень мало, не всегда даже 3-4 часа. В таком режиме он жил ежедневно в течение нескольких десятилетий.

### Внешний облик

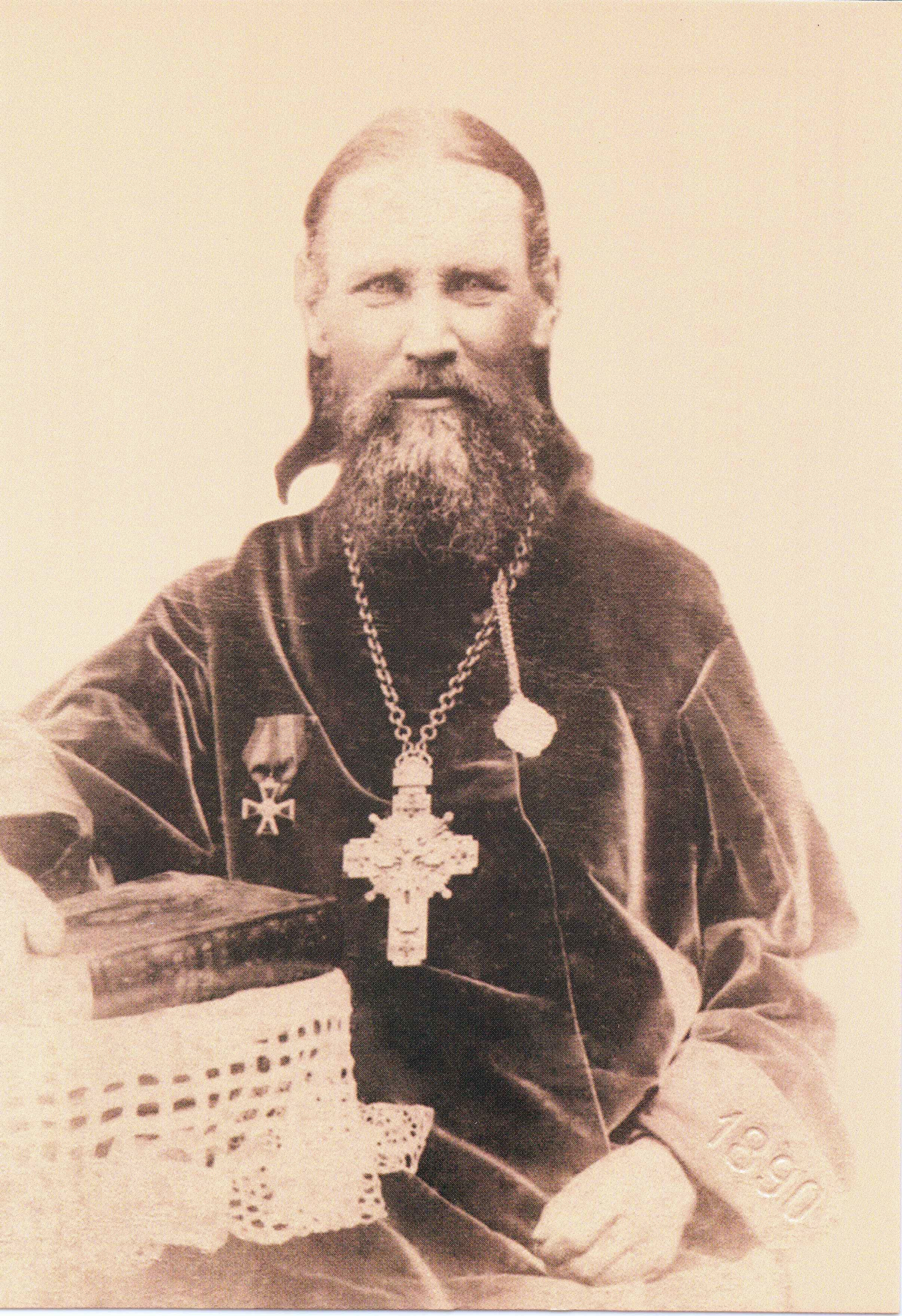
Иоанн Кронштадтский в Харькове. 1890 год. Фото А. Федецкого

Отец Иоанн Кронштадтский был среднего роста, движения были порывистыми и резкими, был очень бодр для своего возраста и выглядел не по годам молодо, «на лице светилась обычная приветливая улыбка».
По мнению его почитателей и агиографов, «самый внешний вид отца Иоанна был особенный, какой-то обаятельный, невольно располагавший к нему сердца всех: в глазах его отображалось небо, в лице — сострадание к людям, в обращении — желание помочь каждому».
Многие «самовидцы» отмечали у о. Иоанна его голубые «пронизывающие насквозь собеседника» глаза: «Батюшка взглянул на меня каким-то особенным взглядом, который в редкие минуты мне удавалось наблюдать у него, — какой-то, если можно выразиться, потусторонний взгляд. Зрачки исчезали, и точно голубое небо смотрело из глаз, казалось, что и Батюшка исчезал и только один этот взгляд оставался».
Из рассказа одного бывшего пьяницы, который после взгляда о. Иоанна перестал пить: «Я стал у кареты, отворил ему дверцы, сам стараюсь держаться попрямее… Потом взглянул ему в глаза, а глаза-то его смотрят на меня не то гневные, но глубокие без конца, чем дальше смотришь, тем глубже и горят таким огнём, что мне стало жутко. Я за голову схватился, не в шапке мол я: так страшно стало. Разгневался батюшка видно. Потом видно смиловался. — „Зачем ты, голубчик, пьёшь?“ Вот с тех пор я не пью».
Ряд авторов отмечали дорогую одежду отца Иоанна; а также то, что он передвигался по России (кроме Москвы) в министерском салон-вагоне, стоимость которого оплачивала принимающая сторона.
Дорогую одежду некоторые лица ставили в вину отцу Иоанну. Однако, по свидетельству очевидцев, он не заказывал её себе и принимал лишь для того, чтобы не обидеть даривших лиц, искренно хотевших чем-либо отблагодарить его или услужить ему.

### Личный дневник
С 14 декабря 1856 года вёл дневник, который хранится в Российском государственном историческом архиве и который впервые был использован в исследовании (2000) профессора университета штата Нью-Йорк в Олбани Надежды Киценко (q.v.). Содержание записей дневника, отражающего личные переживания и мысли Иоанна, отличают крайняя самокритичность и «даже откровенно негативный» к самому себе тон. Подобное отношение к себе вполне характерно для православной аскетики.
По мнению Надежды Киценко, записи в дневнике отца Иоанна свидетельствуют, что в первые десятилетия своей пастырской деятельности испытывал и болезненно переживал чувство сословной приниженности; его психологическое неприятие среды бедняков и нищих обусловливалось его собственным социальным происхождением, которое тяготило его.
Дневники дают картину внутренней религиозной и повседневной бытовой жизни отца Иоанна, его отношению к политике, литературе, иноверию и инославию. Нередки упоминания о болезни желудочно-кишечного тракта, которой страдал отец Иоанн многие годы и попытках преодолеть её диетой, употреблением простокваши, минеральной воды и проч. Дневники святого Иоанна свидетельствуют, что он уделял значительное внимание снам (в том числе кошмарным), записывал их, воспринимал их как искушения, попущение за грехи, поучения, пророчества, обличения:

23 октября. Видел во сне пред утром двух свиней живых, облепленных тестом, как делают пред Пасхой — в Великую Пятницу или Субботу. Эти свиньи — ты, чревоугодник— Святой Праведный Иоанн Кронштадтский. Предсмертный дневник. 1908, май-ноябрь. Изд. «Отчий дом». М., СПб., Кронштадт 2006. С.80, 81.
Высказывания отца Иоанна в дневнике порой резкие и натуралистические. Отдельные слова и записи в изданиях дневника святого Иоанна заменяются или опускаются издателями или церковной цензурой.
Так, в изданном в 2006 году по благословению патриарха Алексия II дневнике святого Иоанна за май — ноябрь 1908 года (рецензент игумен Петр Пиголь) отсутствует запись за 9 октября с упоминанием физиологических подробностей болезни Иоанна, а в предыдущей записи слово «мужланами» заменено на «мужчинами».

### Общественная деятельность
В 1903 году вместе с епископом Волынским Антонием (Храповицким) выступил с осуждением кишинёвского погрома (их совместно подписанное «Слово о кишинёвских событиях» (Кишинёв, 1903, и Одесса, 1903) распространялось еврейскими обществами), чем навлёк на себя гнев и негодование со стороны крайне правых. В то же время в письме «христианам г. Кишинёва» от 23 мая 1903 года он просил у них прощение за осуждение исключительно погромщиков и заявил, что «в погроме виноваты преимущественно сами евреи». В частном письме от 31 октября 1905 года так объяснял события революции 1905—1907 годов в России: «…по всему виновники — евреи, подкупившие наших хулиганов убивать, грабить, изводить пожарами русских людей».
В своих посланиях, осуждая революцию, призывал: «Господь вверил нам, русским, великий спасительный талант православной веры… Восстань же, русский человек!»
По данным исследователя ультраправых движений Вальтера Лакера в 1906 году в одной из проповедей Иоанн Кронштадтский оправдывал погромы, объясняя их тем, что это наказание Бога, как пишет Лакер, «за тяжкие прегрешения против правительства».

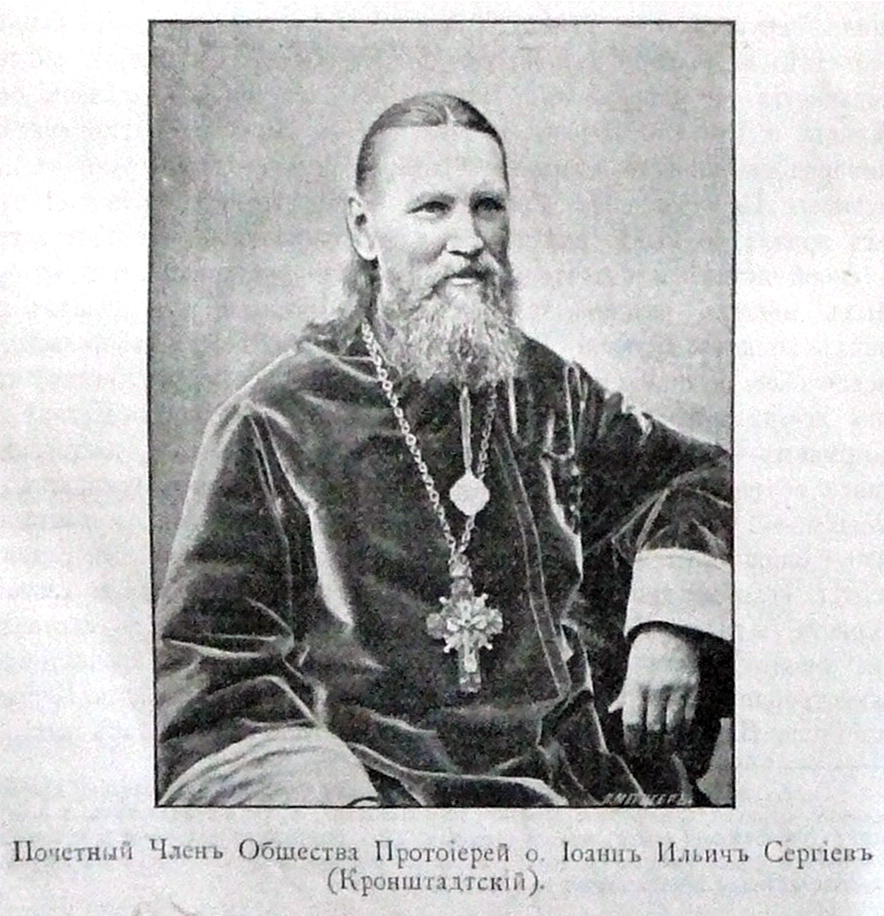
Почётный член Казанского общества трезвости И. И. Сергиев (Кронштадтский) (фото из журнала «Деятель» за декабрь 1898 года)

Иоанн Кронштадтский был известен как подвижник и популяризатор трезвеннического движения в Российской империи. Являлся, в частности, почётным членом и жертвователем Казанского общества трезвости, издававшего массовыми тиражами «Слова отца Иоанна Ильича Сергеева против пьянства» и другие его проповеди и обращения.
Большое значение имел открытый стараниями Иоанна Кронштадтского и барона Отто Буксгевдена Дом трудолюбия при Андреевском попечительстве. В доме существовали различные мастерские, школы, ночлежный приют, народная столовая и амбулаторная лечебница. Успешная деятельность кронштадтского Дома трудолюбия получила широкую известность, что привело к появлению подобных учреждений по всей России — к концу XIX века их было уже около ста.
Иоанн Кронштадтский остро переживал политические и военные поражения России. Считал причинами их маловерие и недальновидность царя Николая II, его потворство неверию и богохульству, грехи народа:

Не скорби безутешно о злополучии отечества, о проигранных войнах … о потере военных кораблей … о громадных потерях государства от поджогов… Скорби о том, что ты плохо подвигаешься к отечеству нетленному, вечному, на небесах уготованному, что сердце твое далеко от Бога. Земное отечество страдает за грехи царя и народа, за маловерие и недальновидность царя, за его потворство неверию и богохульству Льва Толстого и всего так называемого образованного мира министров, чиновников, офицеров, учащегося юношества. Молись Богу с кровавыми слезами о общем безверии и развращении России.

Господи, да воспрянет спящий царь, переставший действовать властью своею; дай ему мужество, мудрость, дальновидность.

#### Участие в «Союзе русского народа»

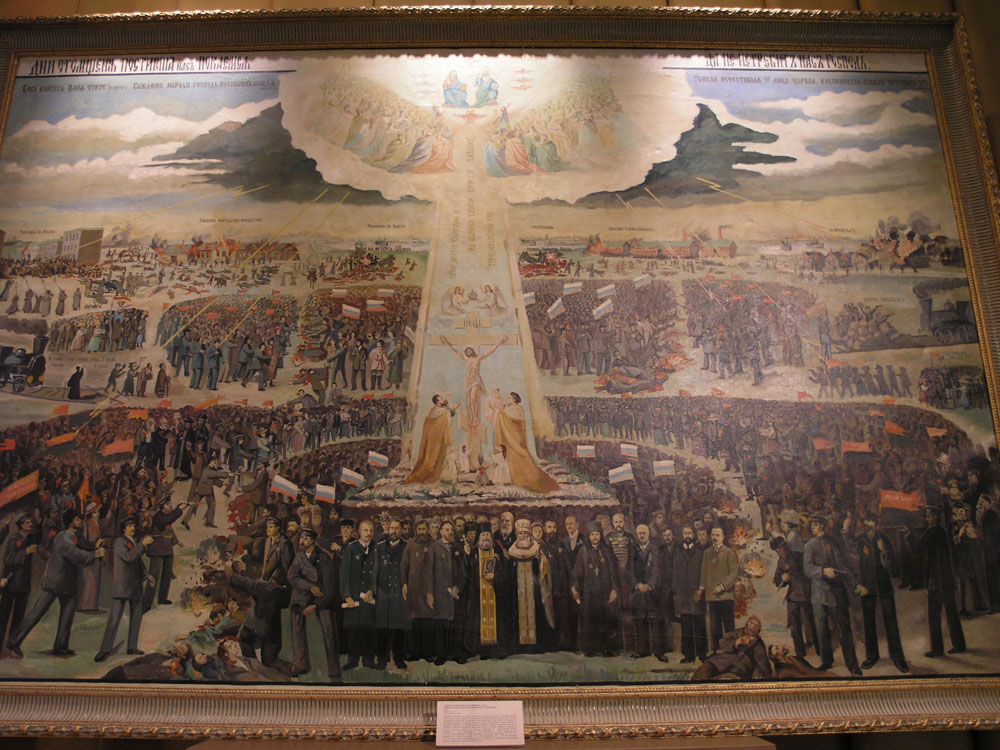
Картина «Дни отмщения постигоша нас… покаемся да не истребит нас Господь», 1905—1907 год, предположительно авторство Майков, Аполлон Аполлонович (его изображение присутствует на картине). Государственный музей истории религии. На картине, по-видимому, рукой автора надписано: «Ныне по примеру ангелов защищают Царскую власть от бесов главные учредители Союза Русского Народа: 1 — игумен Арсений; 2 — протоиерей Иоанн Сергиев; 3 — А. И. Дубровин; 4 — И. И. Баранов; 5 — В. М. Пуришкевич; 6 — Н. Н. Ознобишин; 7 — В. А. Грингмут; 8 — князь Щербатов; 9 — П. Ф. Булацель; 10 — Р. В. Трегубов; 11 — Н. Н. Жеденов; 12 — Н. И. Большаков; 13 — о. Илиодор. В священных книгах сказано, что когда люди уклонялись в идолопоклонство, Бог истреблял их».

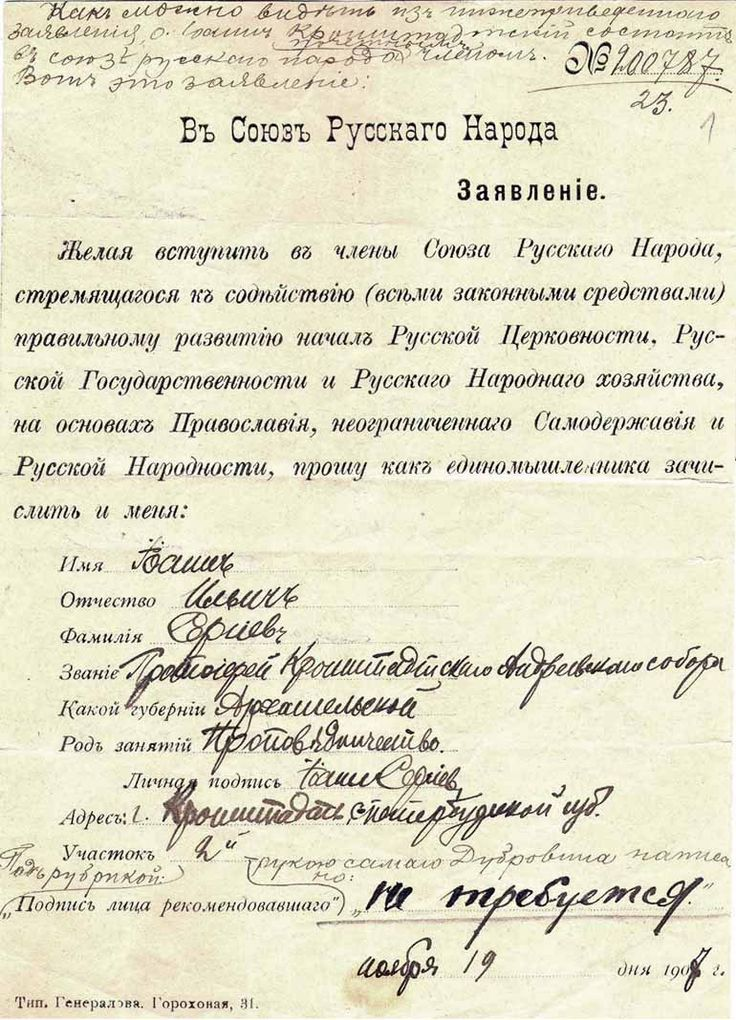
Заявление Иоанна Кронштадтского о вступлении его в Союз русского народа

Иоанн Кронштадтский стал вдохновителем и одним из учредителей националистической организации Союза русского народа (СРН) в 1905 году. Он поддерживал Союз не только духовно, но и крупными денежными суммами. Приветствуя 3-й Всероссийский съезд русских людей, прошедший в октябре 1906 года, писал в телеграмме: «Восторженно слежу за речами и деяниями Съезда». 26 ноября (9 декабря), в день памяти Георгия Победоносца, в присутствии десятков тысяч членов СРН освятил хоругвь и знамя и вручил их коленопреклонённому председателю Союза Александру Дубровину.
В 1907 году Иоанн Кронштадтский вступил в Союз русского народа. 15 октября 1907 года был единогласно избран пожизненным почётным членом Союза: «Главный Совет Союза Русского Народа единодушно призывает Тебя, почитаемый пастырь, оказать делу служения его на благо великой Русской Народности непрестанную молитвенную защиту». Был членом многих отделений СРН, участвовал в мероприятиях, организованных «союзниками», выступал на монархических собраниях и крестных ходах. Помимо СРН, «под непосредственным покровительством» Иоанна Кронштадтского находилась и Русская монархическая партия.
Немецкий специалист по истории Русской церкви Герд Штрикер пишет об Иоанне Кронштадтском:

Он является типичным примером того, как человек здравых консервативных убеждений под влиянием быстро сменяющих друг друга событий, смысл которых он уже был не в состоянии понять, меняет их на более радикальные: он согласился с тем, чтобы его избрали почётным членом «Союза русского народа», известного своим участием в погромах и покушениях на либеральных политиков.

### Критика Льва Толстого
С начала 1890-х годов всё резче критиковал популярного писателя и влиятельного общественного деятеля графа Льва Толстого. Иоанн полагал, что Лев Толстой разработал религиозную систему пантеистического характера («Бога Творца нет; я — часть Бога»), имевшую, по словам протоиерея Иоанна Восторгова, ряд противоречий, и изложил её в опубликованных им сочинениях. 20—22 февраля 1901 года определением Святейшего синода № 557 Толстой был признан отпавшим от церкви.
Церковь считает, что Толстой отвергал учение о божественности Христа, догматы о троичности Божества, об искуплении, о непорочном зачатии и воскресении из мёртвых. В «Ответе Синоду» (1901) Толстой писал: «То, что я отрёкся от Церкви, называющей себя Православной, это совершенно справедливо». «Сказано также, что я отвергаю все таинства. Это совершенно справедливо. Все таинства я считаю грубым… колдовством». В «Обращении к духовенству» (1902) Толстой писал: «…есть ли в христианском мире книга, наделавшая больше вреда людям, чем эта ужасная книга, называемая „священной историей“ ветхого и нового завета?».
Отец Иоанн обличал Толстого в проповедях, он написал также более 20 статей в защиту православного вероучения, среди них «Ответ пастыря Церкви Льву Толстому на его „Обращение к духовенству“» (1903), «О душепагубном еретичестве графа Л. Н. Толстого» (1907, 4-е издание), «В обличение лжеучения графа Л. Толстого. Из дневника» (1910).
Отец Иоанн ставил в вину Толстому, в частности, то, что последний «извратил весь смысл христианства», «задался целью… всех отвести от веры в Бога и от Церкви», «глумится над Священным Писанием», «хохотом сатанинским насмехается над Церковью», «погибает вместе с последователями». Считал, что учение Толстого усилило «развращение нравов» общества, что его писаниями «отравлено множество юношей и девиц», что толстовцы «испровергают Россию и готовят ей политическую гибель».
Предсказывал ему «лютую» смерть: «Смерть грешника люта. И смерть его — Толстого — будет страхом для всего мира. (Конечно, это скроют родные.)» — писал Иоанн Кронштадтский в дневнике 1907—1908 года.
Составитель первого жития Иоанна Кронштадтского Яков Илляшевич утверждал, что пророчество сбылось, ссылаясь на слова сестры графа, что в последние дни жизни Толстой будто бы страдал от видений ужасных чудовищ.
В дневниках отец Иоанн неоднократно молился о смерти для Льва Толстого:

6 сентября 1908 г. «Господи, не допусти Льву Толстому, еретику, превзошедшему всех еретиков, достигнуть до праздника Рождества Пресвятой Богородицы, Которую он похулил ужасно и хулит. Возьми его с земли — этот труп зловонный, гордостию своею посмрадивший всю землю. Аминь»; «Господи, убери М.Антония, J.Janitcheva и прочих неверных людей! … Л.Tolst<ого> возьми».

### Болезнь и кончина
Впервые серьёзно заболел в декабре 1904 года; 3 января 1905 года над ним, по его просьбе, причтом Андреевского собора было совершено таинство елеосвящения, которое проходило при большом стечении народа вокруг дома отца Иоанна.
Последние три года страдал «мучительной болезнью мочевого пузыря».
Некоторые почитатели связывают последнее с преданием об увечьях, нанесённых отцу Иоанну в паховую область, в одном из домов, куда его пригласили якобы для молитвы над больным, о чём отец Иоанн попросил своих спутников никому не рассказывать, «чтобы не было погромов». Ежедневно приобщаясь Святых Таин; последнюю литургию совершил 9 декабря 1908 года; в последние дни Святые Дары ему приносили ежедневно в дом.
Скончался в Кронштадте 20 декабря 1908 года в 7 часов 40 минут утра на 80-м году жизни; не оставил духовного завещания и каких-либо денежных сбережений.

### Погребение

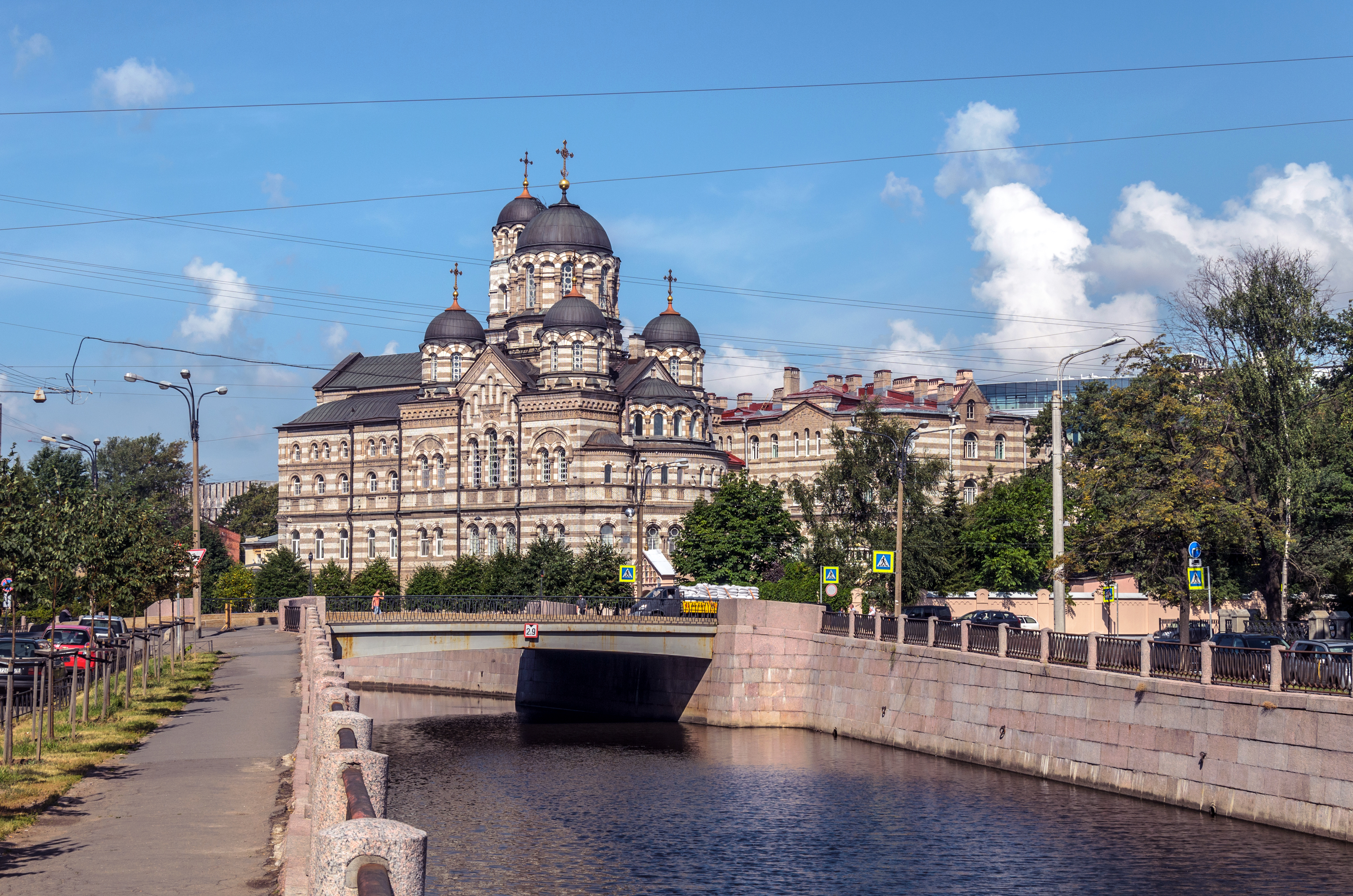
Иоанновский монастырь

Заупокойные службы в Андреевском соборе возглавлял епископ Гдовский Кирилл (Смирнов); присутствовали местные военные чины, в частности, дальний родственник почившего — командир Кронштадтского порта контр-адмирал Иван Григорович.
22 декабря тело было доставлено из Кронштадта на санях по льду в Ораниенбаум, далее в траурном салон-вагоне — на Балтийский вокзал. В Петербурге по пути следования процессии были расставлены усиленные наряды полиции; у вокзала, который был полностью оцеплен, «полиции масса». Через градоначальника Даниила Драчевского последовало повеление процессии идти мимо Зимнего дворца, по набережной. В Иоанновский монастырь на Карповке тело было доставлено около 20 час. 30 мин., после чего начался парастас, совершённый епископом Архангельским и Холмогорским Михеем (Алексеевым), духовным чадом почившего.
23 декабря, в 5 часов утра, по распоряжению полицмейстера полковника Галле, доступ народа в храм был прекращён; корреспонденция газеты «Московские ведомости» из Петербурга, гласила: «<…> В 9 часов утра, 23 декабря, начинает съезжаться в Иоанновский монастырь духовенство. Вокруг обители и в храме довольно пустынно: богомольцы сюда впускаются только по особым пригласительным именным билетам от игумении Ангелины, без которых полиция не пропускала даже духовенство… И вместо вчерашней религиозно-возбуждённой толпы народной, рвавшейся на поклонение праху возлюбленного пастыря, виднеются лишь избранные и официальные лица… Наблюдается также чрезмерное обилие полицейских чинов, равных почти по численности приглашённой публике… Обидно было это безлюдье у гроба пастыря-народолюбца <…>». Заупокойную литургию и последующее отпевание возглавил митрополит Санкт-Петербургский Антоний (Вадковский) в сослужении архиепископа Финляндского Сергия (Страгородского) и иных архиереев, с сонмом духовенства; надгробное слово в конце литургии, вместо запричастного стиха, произнёс свойственник почившего протоиерей Философ Орнатский; пред отпеванием слово также сказал митрополит Антоний.

### Усыпальница
Отец Иоанн, согласно его воле и с Высочайшего соизволения, был похоронен в храме-усыпальнице, который он устроил для себя в крипте Иоанновского монастыря на Карповке. Храм был освящён по его желанию в честь небесных покровителей его родителей — святого пророка Илии и святой царицы Феодоры лаврским благочинным 21 декабря, на следующий по его кончине день.

## Мнения об Иоанне Кронштадском

### Положительные
- Архиепископ Феофан (Быстров) считал: «Его творения мало того, чтобы только читать; их нужно изучать, как и творения Св. Отцов»[110].
- Как вспоминал А. В. Круглов, «Когда о. Иоанн обращался к народу перед исповедью, его слова прожигали сердце. Он не был оратором, но его речь обладала могучей силой, потому что каждое его поучение было ни что иное, как откровение его пламенного сердца и его верований»[111].
- К. Леонтьев: «Его я лично не знаю; в молитвенность великую и чудодействие его верю; … писал ему больной, прося молиться за раба Божия К-на и получил очень скоро исцеление. Это особый дар; а вот проповеди его из рук вон слабы и рутинны… Судя по проповедям от. Иоанна, ума в нём действительно особого не видно»[112].

### Критика в литературе и печати

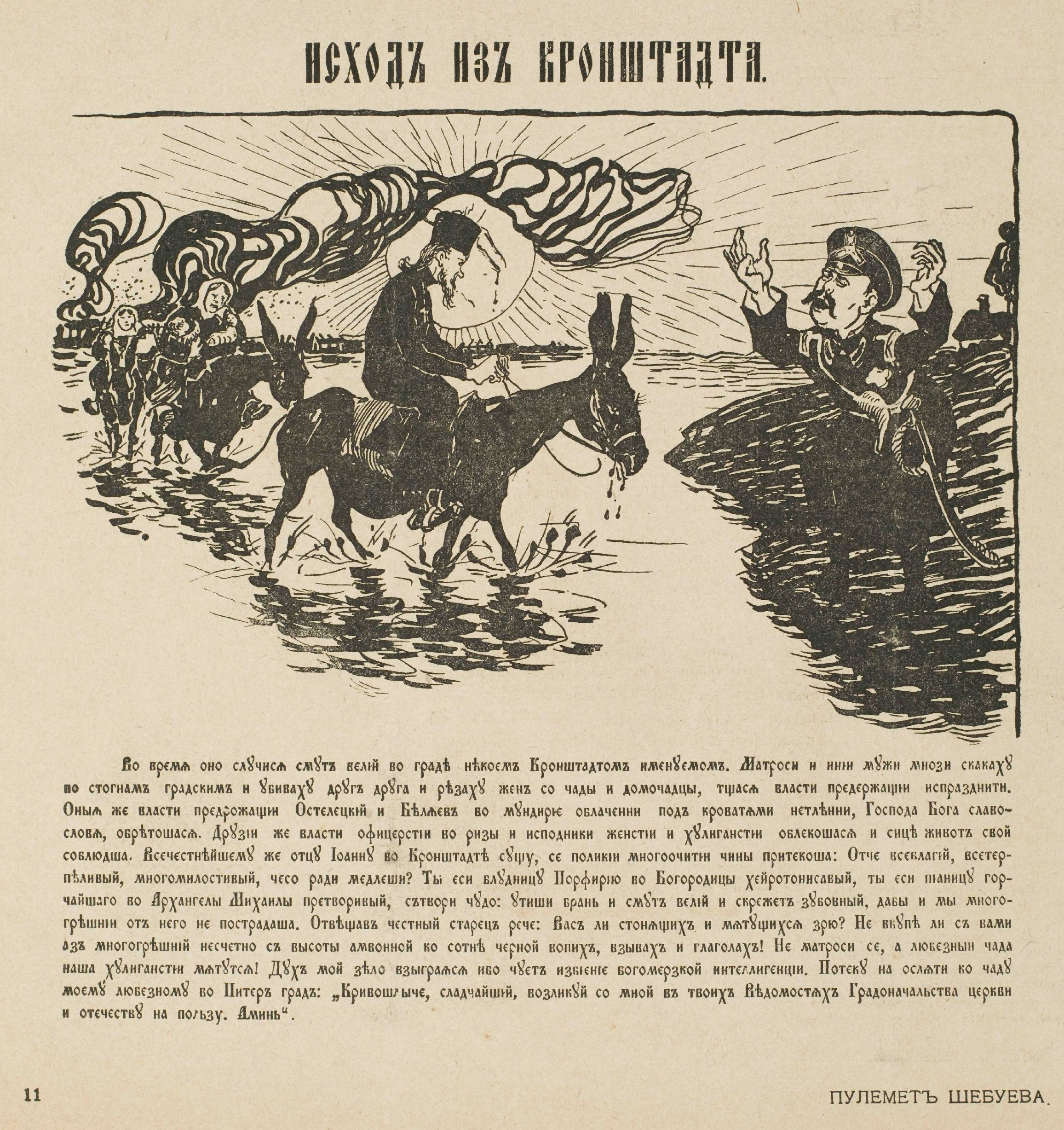
Обложка журнала «Пулемёт» с сатирическим изображением отца Иоанна, покидающего Кронштадт во время восстания матросов в 1905 году. Фотография из Славянской коллекции Нью-Йоркской публичной библиотеки

По мнению Надежды Киценко, повесть Николая Лескова «Полунощники», вышедшая в свет в конце 1891 года, была жестокой сатирой как на самого отца Иоанна, так и его окружение. Критик Аким Волынский в книге «Н. С. Лесков» писал, что автор «Полунощников» посещал Кронштадт и ту «ажидацию», где собирались верующие в чудеса Иоанна Кронштадтского.
Негативное отношение Лескова проявилось также в язвительной рукописной записи «Протопоп Иван Сергиев (Кронштадтский) в трёх редакциях» и в письмах к Л. Н. Толстому: «На сих днях он исцелял мою знакомую, молодую даму Жукову и живущего надо мною попа: оба умерли, и он их не хоронил».
После издания Высочайшего манифеста 17 октября 1905 года и последовавшей либерализации цензуры в русской прессе стали печатать негативные статьи и карикатуры на Иоанна Кронштадтского, порой носившие непристойный и насмешливый характер. Иоанн Кронштадтский подвергся критике со стороны либеральных и старообрядческих изданий, а также некоторых частных лиц, за свой отъезд 27 октября 1905 года из Кронштадта в Санкт-Петербург во время Кронштадтского восстания. В Большой советской энциклопедии указывалось, что Иоанн покинул Кронштадт из-за боязни революционного восстания. В журнале «Пулемёт» вскоре появилось сатирическое изображение Иоанна, покидающего Кронштадт. В то же время отец Иоанн был в Кронштадте в ночь с 26 на 27 октября, во время самых сильных беспорядков, служил в нём литургию, утром 27 октября. Возмущённые такого рода публикациями его почитатели хотели учредить общество для защиты отца Иоанна от нападок прессы, но проект Устава общества не был утверждён митрополитом Антонием. Писатель Павел Басинский считает, что если бы Иоанн Кронштадтский отправился к мятежникам, разгромившим в том числе винные погреба, увещевать их словом Божьим, то он бы совершил героический поступок, и пишет, что «этот день (27 октября) отца Иоанна ничем не отличался от других его дней, кроме того, что в условиях чрезвычайного положения ему пришлось просить разрешение на службу (молебна по поводу происходящих событий), и обычно после полудня он и уезжал в Петербург по своим делам».

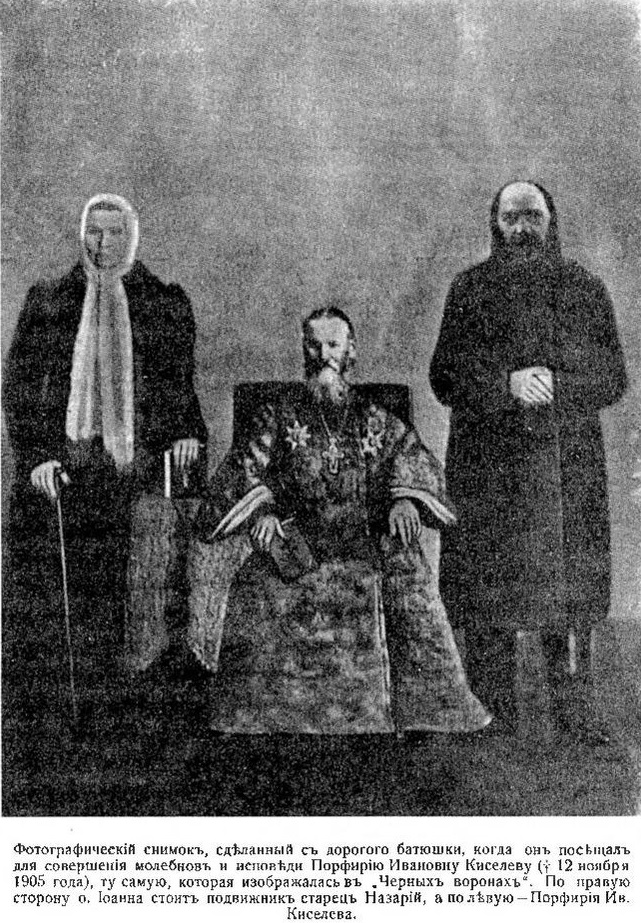
Иоанн Кронштадтский с вождями секты иоаннитов, справа от протоиерея — Матрёна Киселёва (Порфирия), слева — Назарий Димитриев (старец Назарий)

С именем Иоанна Кронштадтского связано возникновение религиозного течения — иоанниты. Публицист Александр Амфитеатров, сын священника Валентина Амфитеатрова, сочинил пародию «во сретение преподобного отца протоиерея Иоанна Ильича Сергиева, от чёрных сотен суща, бабия пророка, блаженномздоимца, всих плутов и казеннотатей молитвенника и дреймадернаго чудотворца», предназначенную «для исполнения на радениях иоаннитов и тому подобных празднествах российской юродивости», которая заканчивалась пожеланием: «Чтобы твои плутни прокурор накрыл!».
Драматург Виктор Протопопов на основе критических газетных публикаций про Иоанна Кронштадтского написал в 1907 году пьесу «Чёрные вороны», в этом сочинении Иоанн Кронштадтский был изображён как псевдоцелитель, а его сторонники-иоанниты как фанатики-сектанты. Пьеса при аншлаге шла на сценах театров Российской империи. Она вызвала, с одной стороны, одобрение части русского общества и критически настроенной печати, с другой стороны, негодование другой части верующей части русского общества — большей частью монархистов и черносотенцев, расценившей пьесу как кощунственную и клеветническую. В печати появился ряд статей против «Чёрных воронов». Благодаря приезду в Петербург черносотенцев епископов Саратовского Гермогена (Долганёва) и Орловского Серафима (Чичагова), их жалобам Николаю II показ пьесы на сценах был запрещён в Российской империи. После смерти Иоанна Кронштадтского в 1912 году Святейший синод осудил иоаннитов и объявил их сектой, одним из течений в хлыстовстве.
Лейб-хирург Николай Вельяминов, ставший вместе с отцом Иоанном в Ливадии свидетелем последних дней жизни императора Александра III, так оценивал отца Иоанна и отношение к нему императора (в книге, изданной в эмиграции в 1920 году): «Ливадия дала мне тоже достаточно материала для наблюдений над этим бесспорно недюжинным священником. Думаю, что это был человек по-своему верующий, но прежде всего большой в жизни актёр, удивительно умевший приводить толпу и отдельных более слабых характером лиц в религиозный экстаз и пользоваться для этого обстановкой и сложившимися условиями. Интересно, что отец Иоанн больше всего влиял на женщин и на малокультурную толпу; через женщин он обычно и действовал; влиять на людей он стремился в первый момент встречи с ними, главным образом, своим пронизывающим всего человека взглядом — кого этот взгляд смущал, тот вполне подпадал под его влияние, тех, кто выдерживал этот взгляд спокойно и сухо, отец Иоанн не любил и ими больше не интересовался. На толпу и на больных он действовал истеричностью тона в своих молитвах. Я видел отца Иоанна в Ливадии среди придворных и у смертного одра государя — это был человек, не производивший лично на меня почти никакого впечатления, но бесспорно сильно влиявший на слабые натуры и на тяжело больных. Потом, через несколько лет, я видел его на консультации больным в Кронштадте, и это был самый обычный, дряхлый старик, сильно желавший ещё жить, избавиться от своей болезни и нисколько не стремившийся произвести какое-либо впечатление на окружавших. Вот почему я позволил себе сказать, что он прежде всего был большой актёр…».
Крайне негативно оценивался официальной пропагандой в СССР.

## Память о нём

### Почитание и канонизация
Почитался весьма широко как молитвенник, чудотворец и прозорливец уже при жизни. В 1880-е годы из среды его почитателей обособилась группа фанатичных поклонников, получившая наименование иоаннитов, которые почитали его за воплотившегося вновь Христа (что расценивалось как разновидность секты хлыстов; были признаны Святейшим синодом как секта 12 апреля 1912 года; сам отец Иоанн их отвергал и осуждал, но само её наличие создавало в определённых кругах скандальную репутацию. Значительная часть покаявшихся иоаннитов в 1919 году были приняты митрополитом Петроградским Вениамином (Казанским) в общение с Церковью, а патриарх Тихон утвердил их общину в Ораниенбауме, рукоположив её члена Алексия Вяткина в 1923 году во священника.
По случаю кончины отца Иоанна последовал рескрипт императора Николая II от 12 января 1909 года на имя митрополита Санкт-Петербургского Антония, во исполнение которого Святейший синод издал определение от 15 января. В нём, в частности, предписывалось творить ежегодное «молитвенное поминовение» протоиерея Иоанна Сергиева в день его кончины, а в текущий год — в сороковой день по смерти: «28 сего января совершить в Иоанно-Богословском г. С.-Петербурга женском монастыре, месте погребения почившего, заупокойную литургию, а после оной, по прочтении высочайшего рескрипта, полным составом святейшего синода панихиду по усопшем».
Вскоре после смерти Иоанна в Санкт-Петербурге было создано «Общество в память отца Иоанна Кронштадтского», официально утверждённое 17 марта 1909 года. Общество проводило собрания при Городском училищном доме имени А. С. Пушкина.
Большую роль в распространении почитания Иоанна Кронштадтского в русском зарубежье сыграл Яков Илляшевич, более известный под псевдонимом И. К. Сурский.
Распоряжение председателя Архиерейского синода Русской зарубежной церкви митрополита Антония (Храповицкого) от 28 сентября/11 октября 1929 года предписывало в связи с 100-летием со дня рождения «великого молитвенника земли русской, праведника о. протоиерея Иоанна Сергиева» совершить 19 октября 1929 года литургию и «молитвенное поминовение в Бозе почившего о. Иоанна Кронштадтского».
Впервые вопрос о канонизации Иоанна Сергиева в Русской зарубежной церкви был поднят в ноябре 1950 года графом Аполлоном Соллогубом, выступившим с инициативой подать прошение от мирян митрополиту Анастасию рассмотреть вопрос о канонизации на проходившем тогда в Нью-Йорке Архиерейском соборе РПЦЗ (первом на территории США); Архиерейский собор в ответ на прошение благословил создать при Архиерейском синоде комитет по увековечению памяти отца Иоанна Кронштадтского, состоящий из духовенства и мирян под председательством архиепископа Брюссельского и Западноевропейского Иоанна (Максимовича). 2 января 1951 года после панихиды по отцу Иоанну в Вознесенском соборе Нью-Йорка Соллогуб прочитал доклад, в котором перечислялся ряд случаев чудотворений по молитвам отца Иоанна Сергиева; доклад заключался призывом: «Да будет канонизация о. Иоанна Кронштадтского символом воскресения великой России, Русской Православной Церкви и всего русского народа». Ожидалось, что решение о прославлении может быть принято Архиерейским собором РПЦЗ в октябре 1953 года; однако, Собор решил отложить канонизацию до времени, когда возможно будет созвать Поместный собор всей Русской церкви.
В июне 1964 года в Нью-Йорке Собор епископов РПЦЗ постановил : «1. Признать праведного отца Иоанна Кронштадтского Божиим Угодником, причисленным к лику Святых, в земле Российской просиявших; 2. Совершить торжественное прославление его 19 октября сего года в день памяти преп. Иоанна Рыльского, имя которого он носил от крещения; <…>». Послание митрополита Филарета (первоиерарх РПЦЗ с 27 мая того же года) от 1 ноября 1964 года по случаю прославления отца Иоанна подчёркивало правомерность такого акта и призывало «русских православных людей», вне зависимости от юрисдикции, прибегать к молитвенной помощи святого угодника. Иоанн Кронштадтский стал первым святым, канонизированным Русской зарубежной церковью.
Был прославлен РПЦ для общецерковного почитания 8 июня 1990 года на Поместном соборе РПЦ.
Малой планете № 16395 было присвоено имя «Иоанн Праведный».
В Иоанновском монастыре находятся известная икона святого Иоанна с его епитрахилью и его облачения. Частица епитрахили имеется также в Троице-Измайловском соборе Санкт-Петербурга, в иконе, являющейся точным списком с монастырской иконы. В Ферапонтовом монастыре находится также фелонь отца Иоанна, в которой он совершал там богослужения в 1906—1907 годах.

### Храмы, посвящённые Иоанну Кронштадтскому
Иоанну Кронштадтскому посвящены храмы:
- Церковь Иоанна Кронштадтского в Ютике, штат Нью-Йорк — первый храм в мире освященный в честь святого Иоанна Кронштадтского;
- при Казанской духовной семинарии в Казани — первый храм в России, освящённый в честь святого Иоанна Кронштадтского;
- при Сурском женском монастыре Иоанна Кронштадтского в селе Сура Архангельской области;
- храм Иоанна Кронштадтского в Санкт-Петербурге;
- храм Иоанна Кронштадтского в Мелитополе;
- при Поморском государственном университете в Архангельске;
- в посёлке Березник, Архангельская область;
- в Мытищах, Московская область;
- в Гамбурге;
- в Сан-Диего, Калифорния, США;
- в Балабанове Калужской области;
- в Рязани;
- в Запорожье;
- в Костроме;
- во Владивостоке;
- в Выхине-Жулебине (Москва);
- в Черёмушках (Москва);
- в Туле, на территории городской больницы скорой медицинской помощи им. Д. Я. Ваныкина;
- в Головинском районе Москвы (на Кронштадтском бульваре);
- при Ростовском государственном университете путей сообщения в Ростове-на-Дону;
- в Волгограде;
- в Чебоксарах;
- в Электростали;
- в Домодедове, Московская область;
- в посёлке Кислуха (Алтайский край), женский монастырь;
- в Пестове, Новгородская область;
- в Жигулёвске, Самарская область;
- в посёлке Алексеевка Хвалынского района Саратовской области в Свято-Иоанновском женском монастыре[151];
- в посёлке Красный Ключ в Нижнекамском районе Татарстана[152];
- в Киеве;
- в Татарске Новосибирской области;
- в Соколе Вологодской области;
- в Нижнем Новгороде (храмовый комплекс в микрорайоне Щербинки-2 объединяет два храма: в честь великомученика и целителя Пантелеимона и в честь святого праведного Иоанна Кронштадтского (освящён в 2013 году))[153];
- в посёлке Северка в Екатеринбурге[154];
- в хуторе Новоселовка Усть-Лабинского района[155];
- в селе Храмцово Слободо-Туринского района Свердловской области.

### Памятники Иоанну Кронштадтскому
17 мая 2008 года был установлен первый памятник Иоанну Кронштадтскому работы скульптора Андрея Соколова. Памятник стал частью мемориального комплекса святого Иоанна Кронштадтского, в который входит мемориальная квартира, скверик, Андреевская улица, камень на месте Андреевского собора. Открытие монумента положило начало череде мероприятий, посвящённых 100-летию со дня преставления и 180-летию со дня рождения святого праведного.
1 ноября 2012 года, в день памяти Иоанна Кронштадтского, в Иркутске открыт памятник, идентичный кронштадтскому. Открытие монумента состоялось у храма Ксении Петербургской и Иоанна Кронштадтского на улице 1-й Советской.
14 июня 2015 года в Москве, в день 25-летия канонизации святого во Влахернском благочинии был открыт первый в Москве памятник Всероссийскому пастырю. Скульптором выступил Андрей Голубев, инициатором установки монумента — приход храма праведного Иоанна Кронштадтского в Жулебине.
В апреле 2018 года началось создание 4-метровой бронзовой статуи Иоанна Кронштадтского для Воронежа, руководителем проекта выступил скульптор Салават Щербаков. Копии воронежского памятника планировалось установить также на территории Свято-Троицкого монастыря в Джорданвилле (Нью-Йорк, США) и в Гамбурге на территории храма святого праведного Иоанна Кронштадтского, однако позднее эту идею изменили в пользу трёх оригинальных работ. 6 февраля 2019 года памятник был открыт в парковой зоне храма Ксении Петербургской, около часовни Иоанна Кронштадтского.
8 сентября 2019 года предстоятель Русской православной церкви заграницей митрополит Восточно-Американский и Нью-Йоркский Иларион (Капрал) совершил чин освящения трёхметрового бронзового памятника Иоанну Кронштадтскому, установленного у входа в Иоанно-Предтеченский храм в Вашингтоне. Скульптура изображает праведного Иоанна в виде служащего священника в полном облачении, в левой руке он держит потир, а правой благословляющей рукой указывает на чашу.

### Топонимы
Имя Иоанна с 2005 года носит улица Архангельска. В 2012 году его имя присвоено центральной улице в родном селе, а в 2015 году — в городе Колтуши Всеволожского района Ленинградской области.
В июне 2019 года распоряжением Правительства РФ острову, входящему в состав Валаамского архипелага Ладожского озера, присвоено наименование «остров Иоанна Кронштадтского».

### В нумизматике

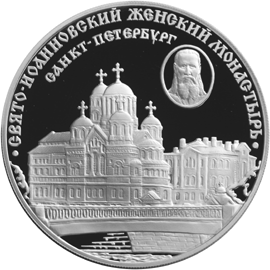
Монета 2002 года

В 2002 году Центробанком России выпущена памятная серебряная монета номиналом 3 рубля, посвящённая Свято-Иоанновскому женскому монастырю в Санкт-Петербурге. На реверсе монеты, помимо монастыря, изображён портрет Иоанна Кронштадтского. Монета изготовлена из серебра 900 пробы, весом 34,88 грамма и тиражом 5000 экземпляров.
В 2012 году остров Ниуэ выпустил в обращение памятную монету номиналом 1 доллар Ниуэ с изображением на её оборотной стороне праведного Иоанна Кронштадтского на фоне кронштадтского Андреевского собора. Монета изготовлена из серебра 925 пробы, весом 28,28 грамма и тиражом 7000 экземпляров.

### Иное
Имя «Иоанн Кронштадтский» с 1897 по 1907 год носил российский пароход. Имя «Иоанн Кронштадтский» с 2017 года носит новый катер связи проекта 21270 Военно-Морского Флота Российской Федерации.
Иоанну Кронштадтскому молятся в нужде, при потере работы, при попадании в отчаянное положение; те, кому трудно даётся учёба, молятся святому Иоанну Кронштадтскому, борющиеся с алкоголизмом или наркоманией. В марте 2017 года епископ Кронштадтский Назарий (Лавриненко) во время богослужения в Иоанновском ставропигиальном женском монастыре в Санкт-Петербурге обяъвил, что Иоанн Кронштадтский отныне будет небесным покровителем финансово-экономической службы Минобороны РФ

### «Иоанновская семья»
В 2009 году во многих странах торжественно праздновали 100-летие со дня кончины святого праведного Иоанна Кронштадтского. В связи с этой юбилейной датой приход Иоанновского монастыря Санкт-Петербурга 1—2 ноября 2009 года по благословению Патриарха Московского и всея Руси Кирилла организовал и провёл праздник «Прииди и виждь». Священнослужители и миряне, собравшиеся там, не только помолились у гробницы Всероссийского пастыря, но могли обсудить также планы совместных начинаний, направленных на прославление трудов Иоанна Кронштадтского. Так родилась «Иоанновская семья» — неформальное содружество Иоанновских приходов, связанных желанием помогать друг другу, совместно трудиться и молиться друг за друга. В начале 2016 года для работы с «Иоанновской семьёй», которая собралась в полном составе на Юбилейных торжествах, был образован благотворительный фонд «Иоанновская семья».

## Сочинения
На базе проповедей и дневниковых записей слагались многочисленные религиозно-учительные сочинения Иоанна Кронштадтского; центральное место среди них занимает «Моя жизнь во Христе, или минуты духовного трезвления и созерцания, благоговейного чувства, душевного исправления и покоя в Боге» (1894).

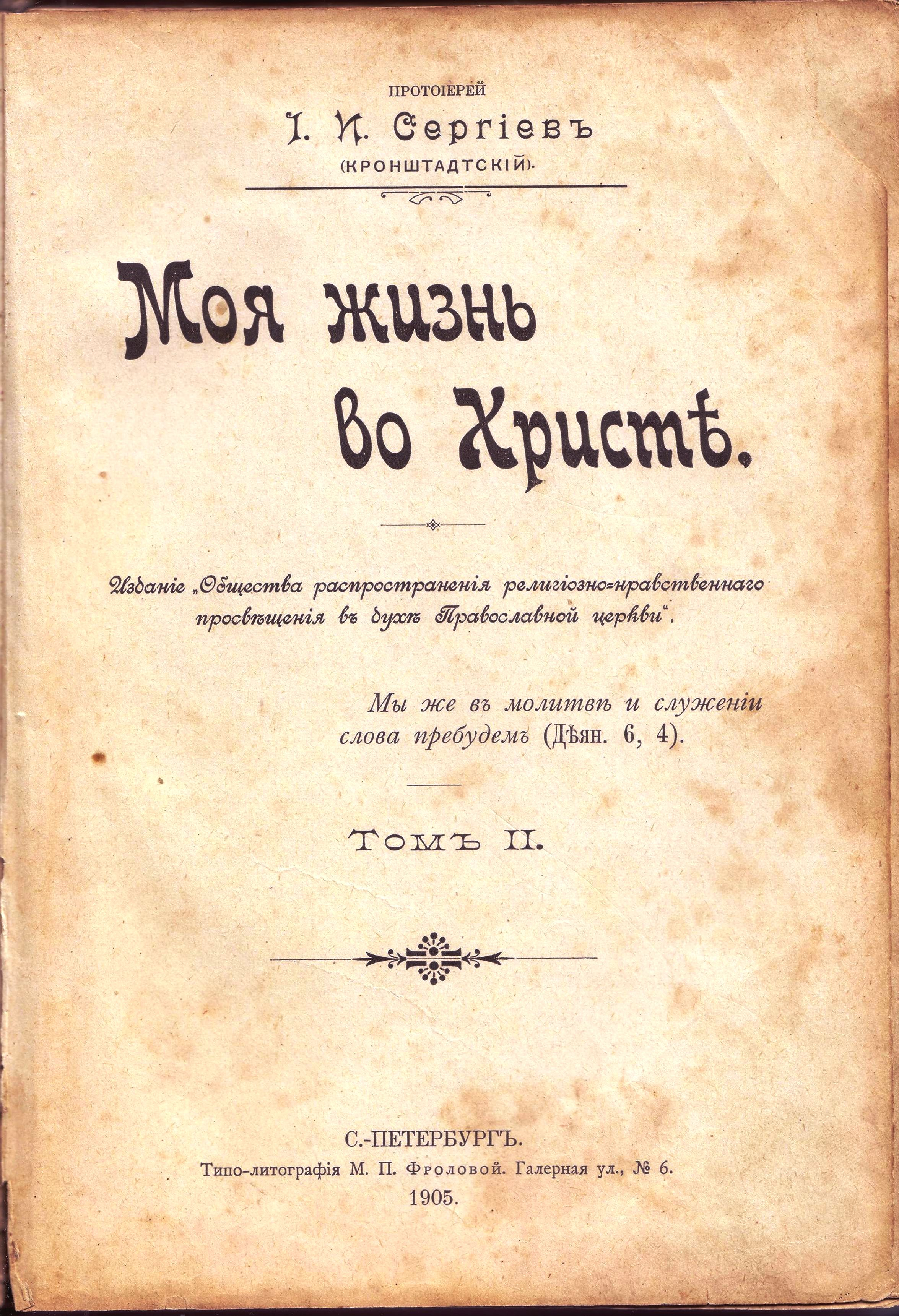
«Моя жизнь во Христе». Титульный лист издания 1905 года
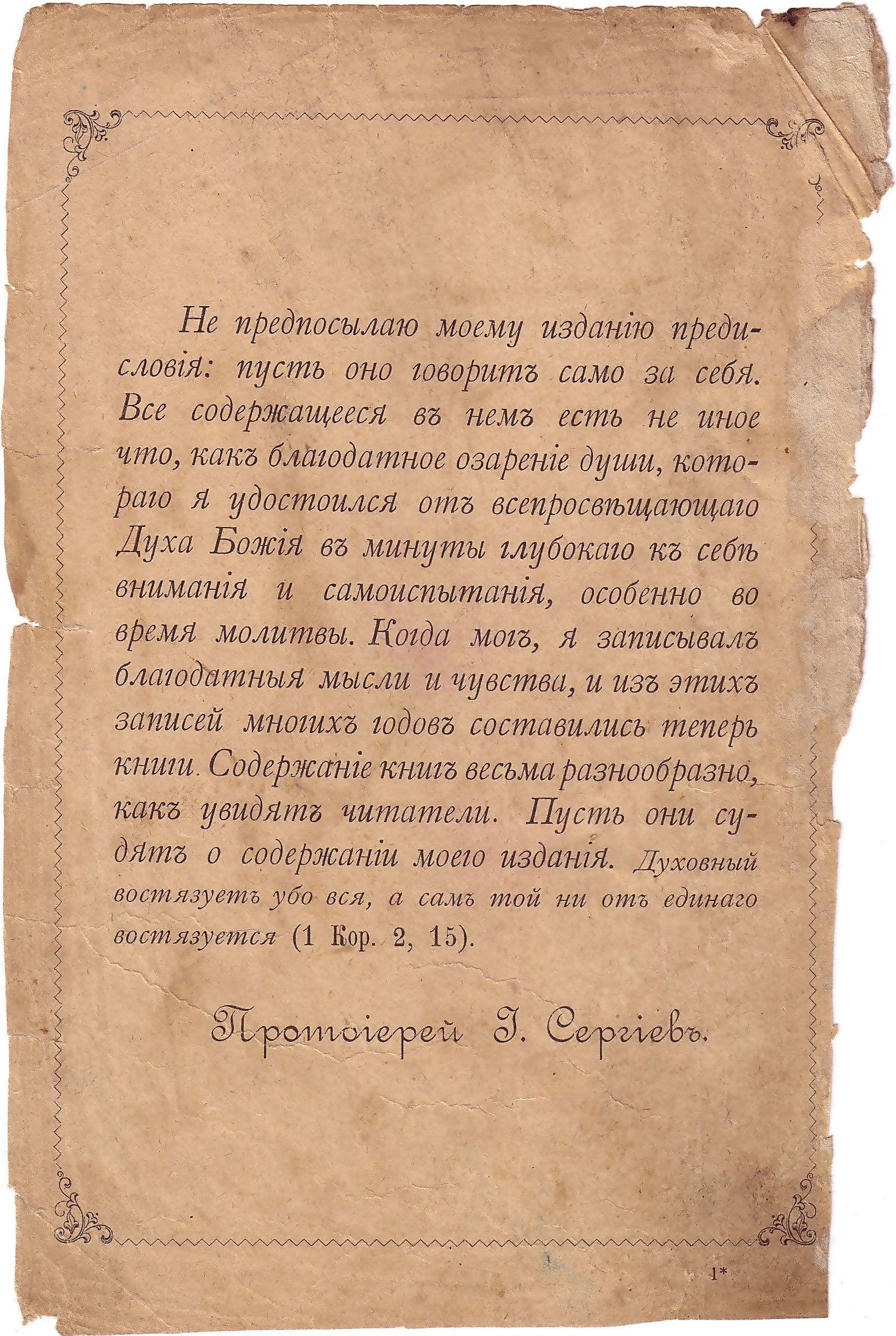
Предисловие к книге
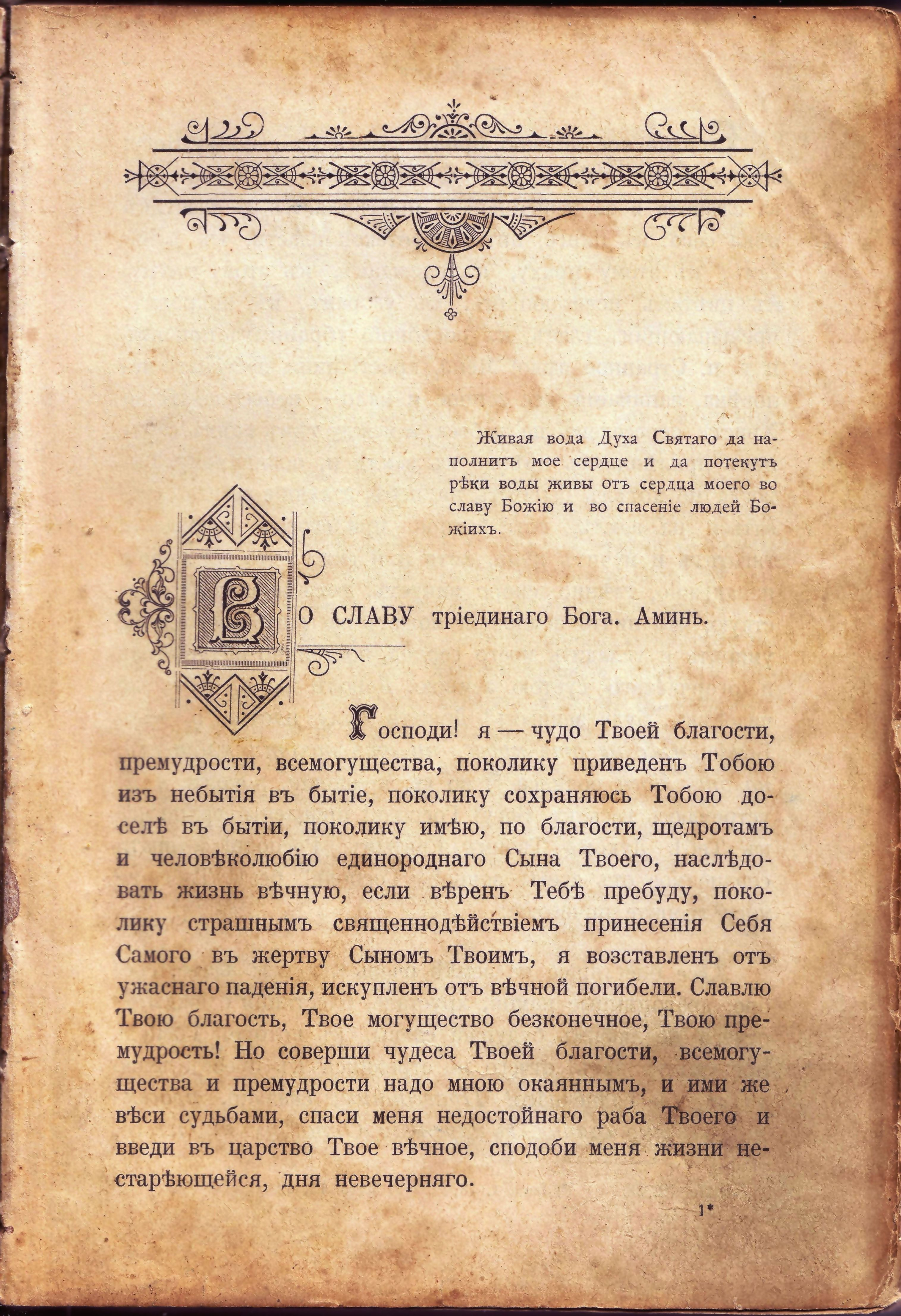
Первая страница

В труде о «Начале и конце нашего земного мира. Опыт раскрытия пророчеств Апокалипсиса», который иногда приписывается авторству Иоанна Кронштадтского, сообщается, что «огненная катастрофа», описанная в Библии, будет следствием столкновения земного шара с кометой или другим небесным телом. Говоря о начале мира, он упоминает «Канто-Лапласовую гипотезу творения». «Тьму кромешную» он связывает с «черным пространством небесной тверди», которую можно наблюдать уже в 6-7 верстах от поверхности Земли и через которую проносятся души умерших на пути к Богу. Автор полагал, что наука и Библия не противоречат друг другу, поскольку «кроме шестоднева творения, было ещё ранее начальное творение — довременное, в котором созданные Богом небо и земля в совокупности составляли одно целое, покрытое водами», однако отвергал «басню о миллионах веков существования земли».
В действительности, Иоанн Кронштадтский не был автором этой анонимно изданной книги, хотя и хорошо о ней отзывался. 22 июля 1905 года в дневнике он искренне признался: «Согрешил я пред тобою, Господи, испытующий сердца и утробы, позавидовал автору сочинения „Начало и конец видимого мира“ (речь идёт о книге „Начало и конец нашего земного мира. Опыт раскрытия пророчеств Апокалипсиса“, написанной Павлом Аржаных, ставшего впоследствии монахом Оптиной пустыни под именем Пантелеимона), что он, светский человек, более меня, академика и священника, сведущ в богословии и составил свое сочинение премудро, глубокомысленно, просто!».
К числу произведений с сомнительным авторством принадлежит также так называемое «Откровение (Видение) Иоанна Кронштадтского».
Сочинения Иоанна Кронштадтского, изданные при его жизни:
- Полное собрание сочинений. — СПб., 1890—1894.
- О блаженствах евангельских. — СПб., 1896.
- Беседы о Боге-Творце и Промыслителе мира. — СПб., 1896.
- Мысли о различных предметах христианской веры и нравственности. — СПб., 1897; 2-е изд. 1899.
- Слова и поучения, произнесённые в 1896, 1897 и 1898 гг. — СПб., 1897—1898.
- Несколько слов в обличение лжеучения графа Л. Н. Толстого. — М., 1898.
- Правда о Боге, мире и человеке. — Кронштадт, 1899.
- Богопознание и самопознание, приобретаемые из опыта. — СПб., 1900.
- Правда о Боге, о Церкви, о мире и о душе человеческой. Из нового дневника. Размышления православного христианина. — М., 1900.
- Благодатные мысли о небесном и земном. — СПб., 1901.
- Простое Евангельское слово русскому народу. — 1902.
- Христианская философия. — СПб., 1902.
- Беседа отца Иоанна Кронштадтского с пастырями 21-го июня 1904 г. в г. Сарапуле. // Вятские епархиальные ведомости. — 1904.
- Мысли христианина. — СПб., 1905.
- Путь к Богу. — СПб., 1905.
- Созерцания и чувства христианской души. — СПб., 1905.

Иоанн Кронштадтский является также автором акафиста праведному отроку Артемию Веркольскому.

## Киновоплощения
- Сергей Барковский («Григорий Р.», 2014).

## Комментарии
1. ↑  Редактором «Антирелигиозного отдела» первого издания БСЭ был Александр Лукачевский
2. ↑  Так в источнике — очевидно, ошибочно.